# Yuga Watanabe
Yuga Watanabe (渡辺 悠雅 Watanabe Yuga?, nacido el 15 de mayo de 1996 en Tokio) es un futbolista japonés que juega como centrocampista.
En 2019, Watanabe se unió al Kamatamare Sanuki de la J3 League.

## Trayectoria

### Clubes
| Club              | País  | Año    |
| ----------------- | ----- | ------ |
| Kamatamare Sanuki | Japón | 2019 - |

## Estadística de carrera

### J. League
| Club              | Año   | J. League | J. League | Copa J. League | Copa J. League | Total | Total |
| Club              | Año   | Part.     | Goles     | Part.          | Goles          | Part. | Goles |
| ----------------- | ----- | --------- | --------- | -------------- | -------------- | ----- | ----- |
| Kamatamare Sanuki | 2019  | 17        | 0         | -              | -              | 17    | 0     |
| Total             | Total | 17        | 0         | 0              | 0              | 17    | 0     |